# Cồn (y tế)
Cồn, dưới nhiều dạng khác nhau, có thể được sử dụng trong y tế với vai trò như một chất khử trùng, chất tẩy uế và để giải độc. Chúng có thể bôi lên da để khử trùng trước khi tiêm và trước khi phẫu thuật. Cồn có thể được sử dụng để khử trùng cả da của bệnh nhân và tay của các nhà chăm sóc sức khỏe. Chất này cũng có thể được sử dụng để làm sạch các khu vực khác. Chúng có thể được sử dụng trong nước súc miệng. Khi dùng qua đường miệng hoặc tiêm vào tĩnh mạch, cồn có nhiệm vụ điều trị nhiễm độc methanol hoặc ethylene glycol khi không có fomepizole. Ngoài những sử dụng này, cồn không còn ứng dụng y tế nào đáng tin cậy, chỉ số điều trị của ethanol chỉ là 10:1.
Tác dụng phụ bao gồm kích ứng da. Cần thận trọng nếu dùng với dao đốt điện vì ethanol dễ cháy. Các loại cồn thường được sử dụng bao gồm ethanol, ethanol biến tính, 1-propanol và rượu isopropyl. Chúng có hiệu quả trong chống lại một loạt các vi sinh vật mặc dù không tiêu diệt được bào tử. Nồng độ 60 đến 90% có hoạt tính tốt nhất.
Cồn đã được sử dụng với vai trò một chất khử trùng sớm nhất là năm 1363. Chúng được sử dụng vào cuối những năm 1800 với nhiều bằng chứng khoa học. Nó nằm trong danh sách các thuốc thiết yếu của Tổ chức Y tế Thế giới, tức là nhóm các loại thuốc hiệu quả và an toàn nhất cần thiết trong một hệ thống y tế. Chi phí bán buôn ở các nước đang phát triển là khoảng 1,80 đến 9,50 USD/lít ethanol biến tính 70%. Tại Vương quốc Anh, chi phí NHS là 3,90 GBP/lít ethanol biến tính 99%. Công thức thương mại của chất rửa tay chứa cồn hoặc với các tác nhân khác như chlorhexidine là có sẵn.